# Риу-Нову-ду-Сул
Риу-Нову-ду-Сул (порт. Rio Novo do Sul)  —  муниципалитет в Бразилии, входит в штат Эспириту-Санту. Составная часть мезорегиона Центр штата Эспириту-Санту. Входит в экономико-статистический  микрорегион Гуарапари. Население составляет 12 207 человек на 2006 год. Занимает площадь 203,721 км². Плотность населения — 59,9 чел./км².

## История
Город основан 23 ноября 1893 года.

## Статистика
- Валовой внутренний продукт на 2003 составляет 42.099.393,00 реалов (данные: Бразильский институт географии и статистики).
- Валовой внутренний продукт на душу населения на 2003 составляет 3.574,41 реалов (данные: Бразильский институт географии и статистики).
- Индекс развития человеческого потенциала на 2000 составляет 0,760 (данные: Программа развития ООН).